# Tsienyane
Tsienyane/Rakops is een dorp in het district Central in Botswana. De plaats telt 6396 inwoners (2011).

## Geboren
- Gaolesiela Salang (1983), atleet